# 日野阿子
日野 阿子（ひの あこ、生没年不詳）は、室町幕府11代将軍・足利義澄の正室。父は日野永俊（僧永俊）。日野富子の姪。号は安養院。

## 生涯
日野永俊（僧永俊）の娘として生まれる。祖父は日野重政で、足利義政の正室である日野富子は叔母に当たる。
その後、室町幕府11代将軍・足利義澄の正室となる。1511年（永正8年）に足利義晴を出産したとされているが、1505年（永正2年）に義澄と離縁しているため、義晴の生母が阿子なのかは正確にはわかっていない。義澄はその後、武衛娘を継室に迎えている。